# Ola Bini

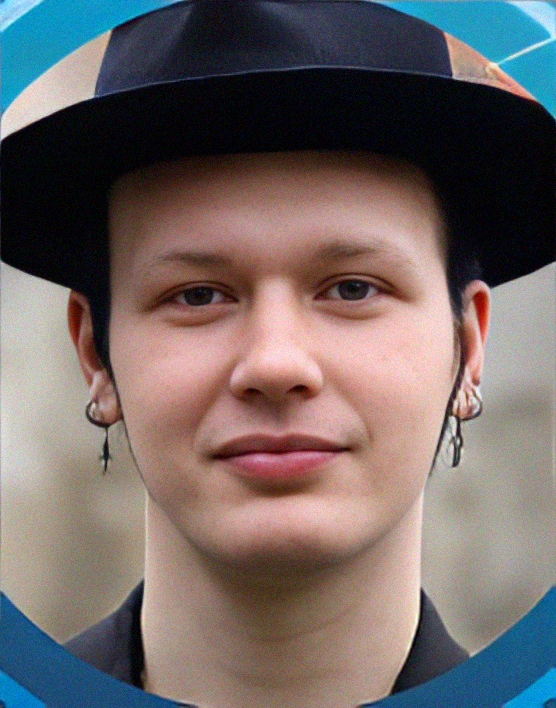
Fotografia de Ola Bini

Ola Bini (Gotemburgo, 1983) é um desenvolvedor de software, programador, e um ciberativista sueco, trabalhando para o Centro de Autonomia Digital em problemas sobre privacidade, segurança e criptografia. Ele trabalhava no Equador desde 2013. Em Abril de 2019 ele foi preso por alegações que o ligam com Julian Assange e o Wikileaks.

## Trabalho
Enquanto trabalhava na ThoughtWorks ele estava envolvido no design e implementação de linguagens de programação, como JRuby, lok e Seph. De acordo com o seu website, ele trabalha em tecnologias para melhorar a privacidade.

## Livros
Ele é o autor de duas publicações para a criação e desenvolvimento de aplicações web.
- Using JRuby: Bringing Ruby to Java, 2011[2]
- Practical JRuby on Rails Web 2.0 Projects: Bringing Ruby on Rails to Java, 2007[3]

## Preso no Equador
O presidente equatoriano, Lenin Moreno, anunciou em 27 de Julho de 2018 que teria começado a conversar com autoridades Britânicas para retirar o asilo político de Assange. Em 11 de Abril de 2019, o asilo foi removido e ele foi preso na embaixada do Equador em Londres, onde estava há 7 anos. Depois da prisão de Assange, Ola Bini foi detido, sem acusações formais, no Aeroporto de Quito, Equador, quando se preparava para embarcar para o Japão, onde participaria de um evento. O governo do Equador acusa Ola Bini de tentar sair do país com documentos para chantagear Lenin Moreno.